# Don van Riel
Don van Riel  (14 maart 1946) is een voormalig Nederlandse voetballer die van 01 mei 1963 tot 03 september 1976 uitkwam voor Willem II.
Speelde in het Nederlands Jeugdelftal 1963, Nederlands Militair elftal 1964 tot 1976 en het Nederlands Politie elftal 1964 tot 1970.
Won de KNVB beker 23061963 met Willem II.
Promoveerde 02051965 met Willem II naar de Eredivisie.
Don van Riel is Koningskind van Willem II.